# Punta Hewison
La Punta Hewison es un cabo ubicado en el extremo sudeste de la península Corbeta Uruguay en la isla Tule/Morrell de las islas Tule del Sur en las islas Sandwich del Sur. Se halla enfrentado a la roca Twitcher, el estrecho San Lesmes y la isla Cook, en el extremo este de la bahía Ferguson.

## Historia
En sus cercanías se ubicó la base Corbeta Uruguay. Dicha base funcionó entre noviembre de 1976 y junio de 1982, cuando las fuerzas militares británicas invadieron las Sandwich del Sur y pusieron fin a la presencia argentina en la isla Morrell.
Debe su nombre a un teniente coronel de la empresa escocesa Ferguson Brothers, constructora del buque británico RRS Discovery II. Fue cartografiada por el explorador ruso Fabian Gottlieb von Bellingshausen entre 1819 y 1820, por la expedición británica Investigaciones Discovery en 1930 y por la Armada Argentina.
La baliza Punta Hewison es una baliza luminosa de la Armada Argentina ubicada en la punta e instalada el 7 de noviembre de 1976 por el personal del rompehielos ARA General San Martín, al descargar material para construir la base Corbeta Uruguay, inaugurada cuatro meses después.
Como el resto de las Sandwich del Sur, la isla no está ni habitada ni ocupada, y es reclamada por el Reino Unido que la hace parte del territorio británico de ultramar de las Islas Georgias del Sur y Sandwich del Sur, y por la República Argentina, que la hace parte del departamento Islas del Atlántico Sur dentro de la provincia de Tierra del Fuego, Antártida e Islas del Atlántico Sur.

## Referencias

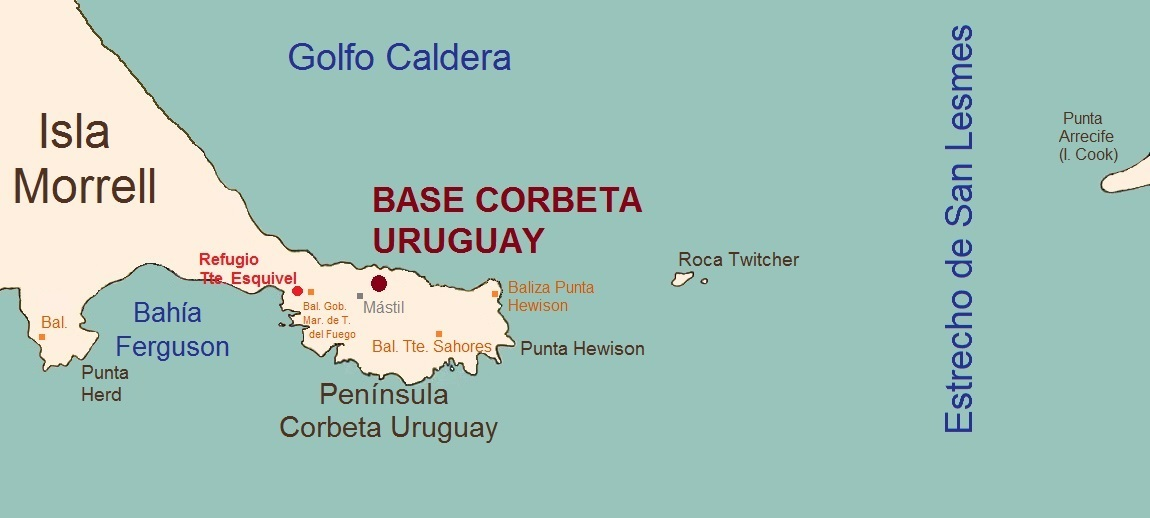
Mapa de la península Corbeta Uruguay con la punta Hewison.